# Sono yo wa wasurenai
Sono yo wa wasurenai' (その夜は忘れない) (en japonès Jo no oblido pas aquesta nit), comercialitzada als Estats Units com a A night to remember i als països hispànics com a Hiroshima, la ciudad marcada és una pel·lícula dramàtica japonesa del 1962 dirigida per Kōzaburō Yoshimura. Va participar en la selecció oficial del Festival Internacional de Cinema de Sant Sebastià 1963.

## Sinopsi
Disset anys després que la bomba atòmica fos llançada sobre Hiroshima, un periodista n'investiga les conseqüències, però tothom sembla que ho ha oblidat. Coneix una dona que va estar present en aquell esdeveniment i s'enamoren. Tot i així, tenen dificultats per seguir endavant.

## Repartiment
- Jirō Tamiya (田宮二郎) ... Kyosuke Kamiya
- Ayako Wakao (若尾文子) ... Akiko Hayashima
- Keizō Kawasaki (川崎敬三) ... 	Gorô Kikuda
- Tetsuo Hasegawa (長谷川哲夫) ... Kaneko
- Nobuo Nakamura ... Taneda
- Rieko Sumi (角梨枝子) ... Tazuko
- Yūko Miki (三木裕子) ... Kazuyo
- Kyōko Enami (江波杏子) ... Yoshiko